# 苫前町

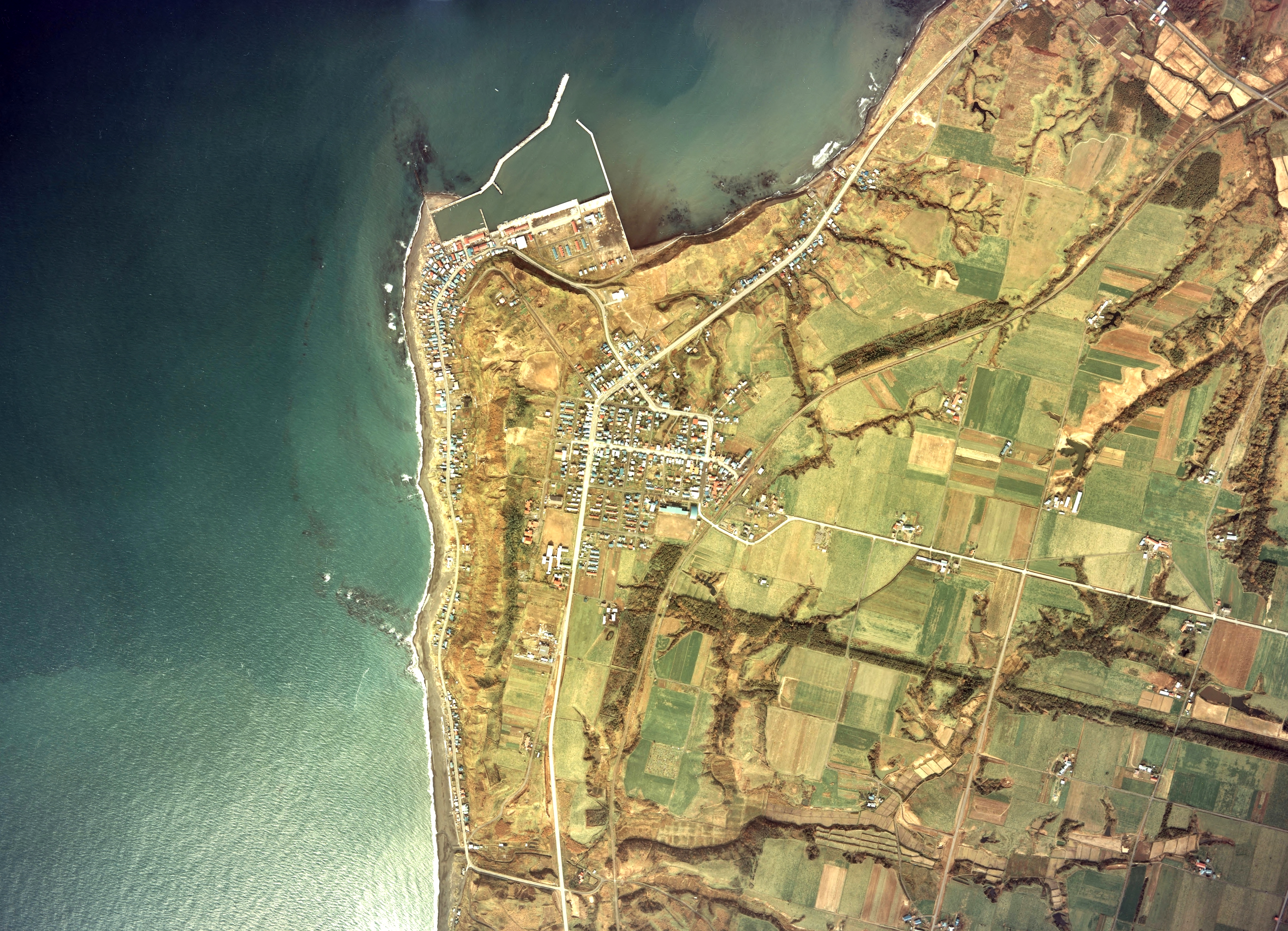
苫前町中心部と苫前漁港周辺の空中写真。1977年撮影の2枚を合成作成。
。

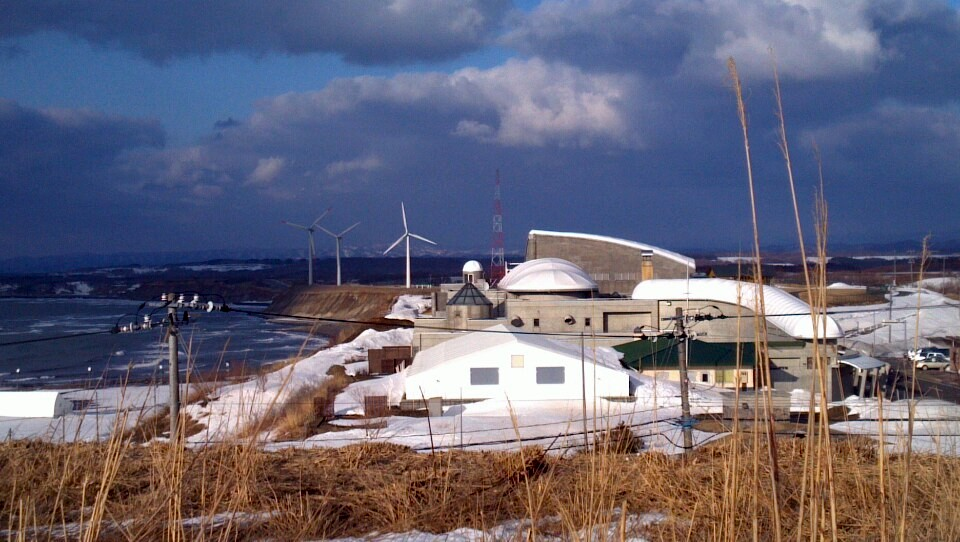
とままえ温泉ふわっとと風力発電所

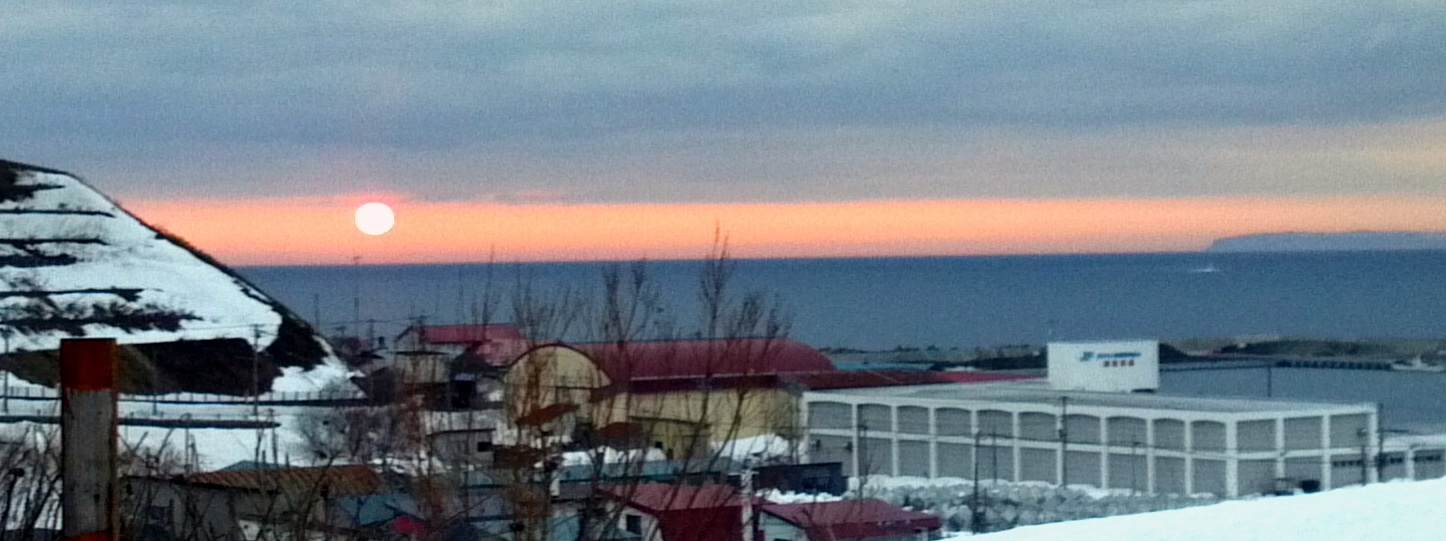
苫前漁港の夕日

苫前町（とままえちょう）は、北海道留萌管内中部に位置する町。

## 概要
風力発電が盛んであり、国道232号から見える北海道最大級の風力発電風車群は雑誌などで取り上げられることも多い。

### 地名の由来
町名の由来はアイヌ語の「トマ・オマ・イ」toma-oma-i（エゾエンゴサク・ある・もの（場所））から。

## 地理
苫前町は、留萌地方中部、日本海側沿岸に位置する。

### 地形

#### 山地
主な山
- 丸山
- 愛鳥山
- 札足辺山
- 朗音山
- 上古丹別山
- 錐立山
- 古丹別山
- 仙松山
- 温根山
- 鬼鹿山
- 三毛別山
- 三毛別
- 知布志内山
- 佐官別山
- 大天狗岳
- 奥三毛別山
- 下古丹別山
- 白頭山
- 智保内山
- 愛奴山

#### 河川
主な川
- 古丹別川
- チエボツナイ川
- 三毛別川
  - ルペシュペナイ川

#### 湖沼
主な沼
- 霧立沼

主な池
- 三渓貯水池
- 小川貯水池
- 八線沢貯水池

主な湖
- 苫前ダム
- 上小川ダム

### 人口
| |                                        |  |
| 苫前町と全国の年齢別人口分布（2005年） | 苫前町の年齢・男女別人口分布（2005年） |  |
| ■紫色 ― 苫前町 ■緑色 ― 日本全国 | ■青色 ― 男性 ■赤色 ― 女性              |  |
| 苫前町（に相当する地域）の人口の推移 \| 1970年（昭和45年） \| 8,544人 \| \| \| 1975年（昭和50年） \| 7,174人 \| \| \| 1980年（昭和55年） \| 6,528人 \| \| \| 1985年（昭和60年） \| 5,748人 \| \| \| 1990年（平成2年） \| 5,251人 \| \| \| 1995年（平成7年） \| 4,868人 \| \| \| 2000年（平成12年） \| 4,645人 \| \| \| 2005年（平成17年） \| 4,202人 \| \| \| 2010年（平成22年） \| 3,657人 \| \| \| 2015年（平成27年） \| 3,265人 \| \| \| 2020年（令和2年） \| 2,936人 \| \| |                                        |  |
| 総務省統計局 国勢調査より |                                        |  |
| 1970年（昭和45年） | 8,544人                                |  |
| 1975年（昭和50年） | 7,174人                                |  |
| 1980年（昭和55年） | 6,528人                                |  |
| 1985年（昭和60年） | 5,748人                                |  |
| 1990年（平成2年） | 5,251人                                |  |
| 1995年（平成7年） | 4,868人                                |  |
| 2000年（平成12年） | 4,645人                                |  |
| 2005年（平成17年） | 4,202人                                |  |
| 2010年（平成22年） | 3,657人                                |  |
| 2015年（平成27年） | 3,265人                                |  |
| 2020年（令和2年） | 2,936人                                |  |

#### 消滅集落
2015年国勢調査によれば、以下の集落は調査時点で人口0人の消滅集落となっている。
- 苫前町 - 字霧立

### 隣接する自治体
留萌振興局
- 苫前郡：羽幌町
- 留萌郡：小平町

上川総合振興局
- 雨竜郡：幌加内町

## 歴史

### 沿革
- 縄文時代より栄える。香川6遺跡・香川三線遺跡[2]など。
- 1634年（寛永11年）松前藩がトママイ場所を開く。
- 1786年（天明6年）苫前神社の創建。
- 1807年（文化4年）南下政策を強力に進めるロシアの脅威に備え苫前郡域は天領とされた。
- 1869年（明治2年）蝦夷地を北海道と改名し国郡里制が施行され、天塩国および苫前郡が設置される。開拓使が管轄。
- 1880年（明治13年）苫前村・白志泊村・力昼村の戸長役場を苫前村に設置
- 1888年（明治21年）8月 苫前郡苫前村が白志泊村を編入
- 1894年（明治27年）2月3日 苫前郡羽幌村（現羽幌町）を分村
- 1897年（明治30年）7月15日 苫前村の戸長役場が羽幌村戸長役場を分離
- 1902年（明治35年）4月1日 苫前郡力昼村（りきびる）を編入、二級町村制、苫前郡苫前村
- 1915年（大正4年）4月1日 一級町村制、苫前郡苫前村
- 1915年（大正4年）12月9日-14日 三毛別羆事件。苫前町三毛別（さんけべつ、現在の地名は三渓）でヒグマが民家を襲撃した。ヒグマは最終的に射殺されたが、死者7名、負傷者3名の被害が発生し、日本獣害史上最悪の事件となった。
- 1948年（昭和23年）10月1日 町制施行、苫前町

## 施設

### 警察
- 羽幌警察署苫前駐在所
- 羽幌警察署古丹別駐在所

### 消防
- 北留萌消防組合消防署苫前支署（苫前郡苫前町字旭37-1）
- 北留萌消防組合消防署古丹別支署（苫前郡苫前町字古丹別25）

### 郵便局
- 苫前郵便局（集配局）
- 古丹別郵便局（集配局）
- 力昼郵便局

## 対外関係

### 姉妹都市・提携都市

#### 国内
姉妹都市
- 桑名市（近畿地方 三重県）
1981年（昭和56年）9月 - 旧長島町と姉妹都市提携。明治時代に長島町から集団移住したことにちなむ。

## 経済
主要産業は沿岸漁業、農業、酪農、林業など。農業は米などを生産。

### 第一次産業

#### 農業
農協
- るもい農業協同組合（JAるもい）苫前支所
- 北海道農業共済組合（NOSAI北海道）留萌支所・留萌南部家畜診療所

#### 漁業
漁協
- 北るもい漁業協同組合苫前支所

漁港
- 苫前漁港
- 力昼漁港

### 第三次産業

#### 金融機関
- 留萌信用金庫苫前支店
- 留萌信用金庫古丹別支店

### 拠点を置く企業
- 苫前グリーンヒルウインドパーク
- 苫前ウィンビラ発電所
- ユーラスエナジー苫前
- 電源開発

## 情報通信

### マスメディア

#### 中継局
- 苫前テレビ中継局

## 生活基盤

### ライフライン

#### 電力
- シーメンス

発電所
- 苫前グリーンヒルウインドパーク
  - 苫前ウィンビラ発電所

## 教育

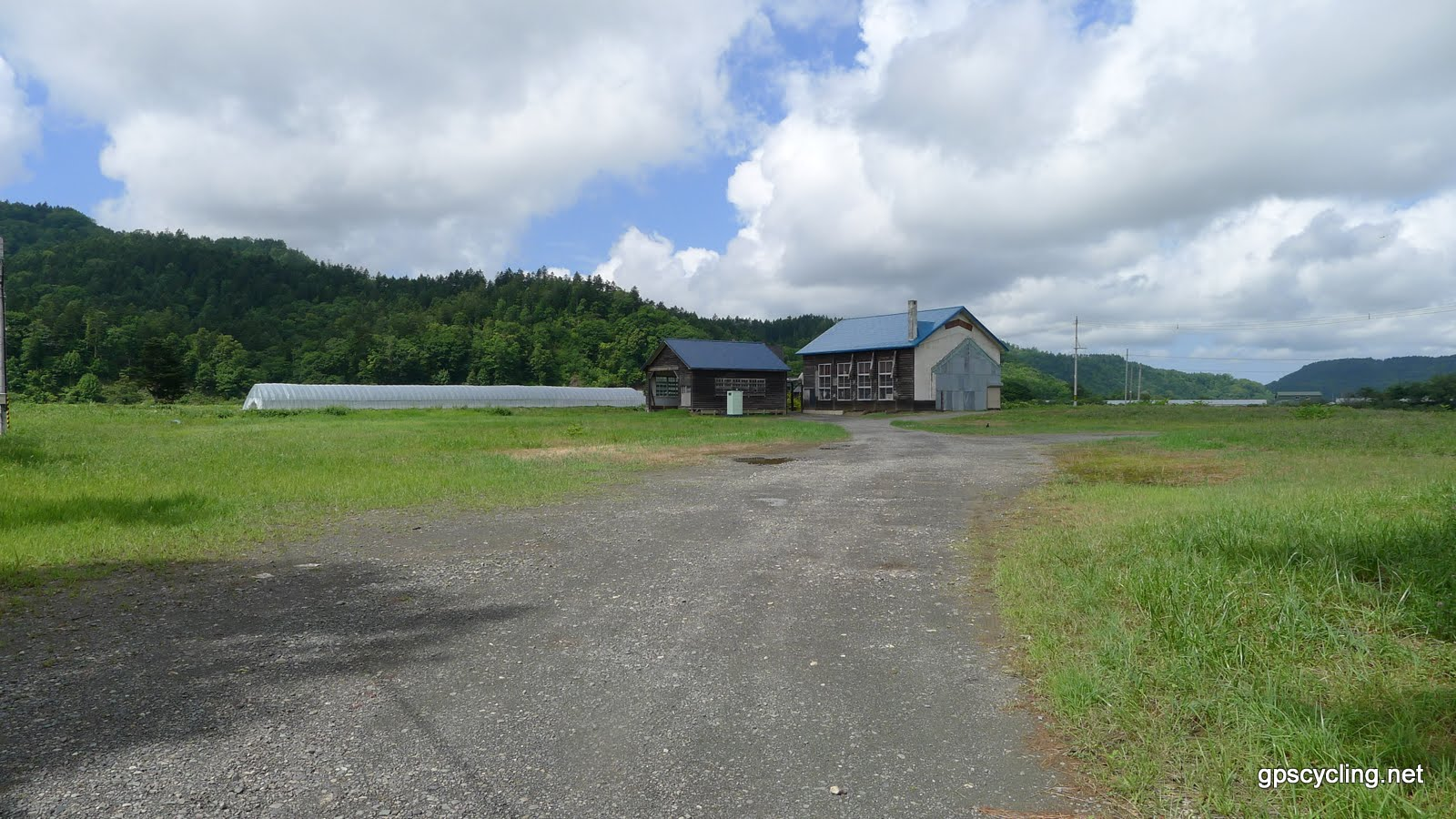
三渓小学校跡

### 高等学校
道立
- 北海道苫前商業高等学校

### 中学校
- 苫前町立苫前中学校

### 小学校
- 苫前町立古丹別小学校
- 苫前町立苫前小学校

## 交通

### 鉄道
町内の鉄道は廃止されており、現在は存在しない。
かつては下記の路線があった。
- 国鉄羽幌線 - 1987年3月30日廃止。駅は力昼駅、番屋ノ沢仮乗降場、古丹別駅、上平駅、苫前駅、興津仮乗降場
- 古丹別森林鉄道 - 1961年までに廃止。支線の三毛別森林鉄道を含む

### 路線バス
- 沿岸バス - 日本海沿岸地域（国道232号）を運行する旧国鉄羽幌線代替の一般路線バス「幌延留萌線」と、札幌市発着の高速バス「特急はぼろ号」、旭川市発着の高速バス「特急あさひかわ号」を運行する。また町内路線として、上平 - 古丹別間を運行する上平古丹別線もある。
  - 幌延留萌線：（留萌市） - （小平町） - 千松 - 力昼 - 上平 - 苫前上町 - 興津内 - （羽幌町） - （初山別村） - （遠別町） - （天塩町） - （幌延町） - （豊富町）
  - 上平古丹別線：上平 - 長島5線 - 古丹別
  - 特急はぼろ号：（札幌市） - 力昼・上平・苫前上町
  - 特急あさひかわ号：（旭川市） - 力昼・上平・苫前上町

### 道路

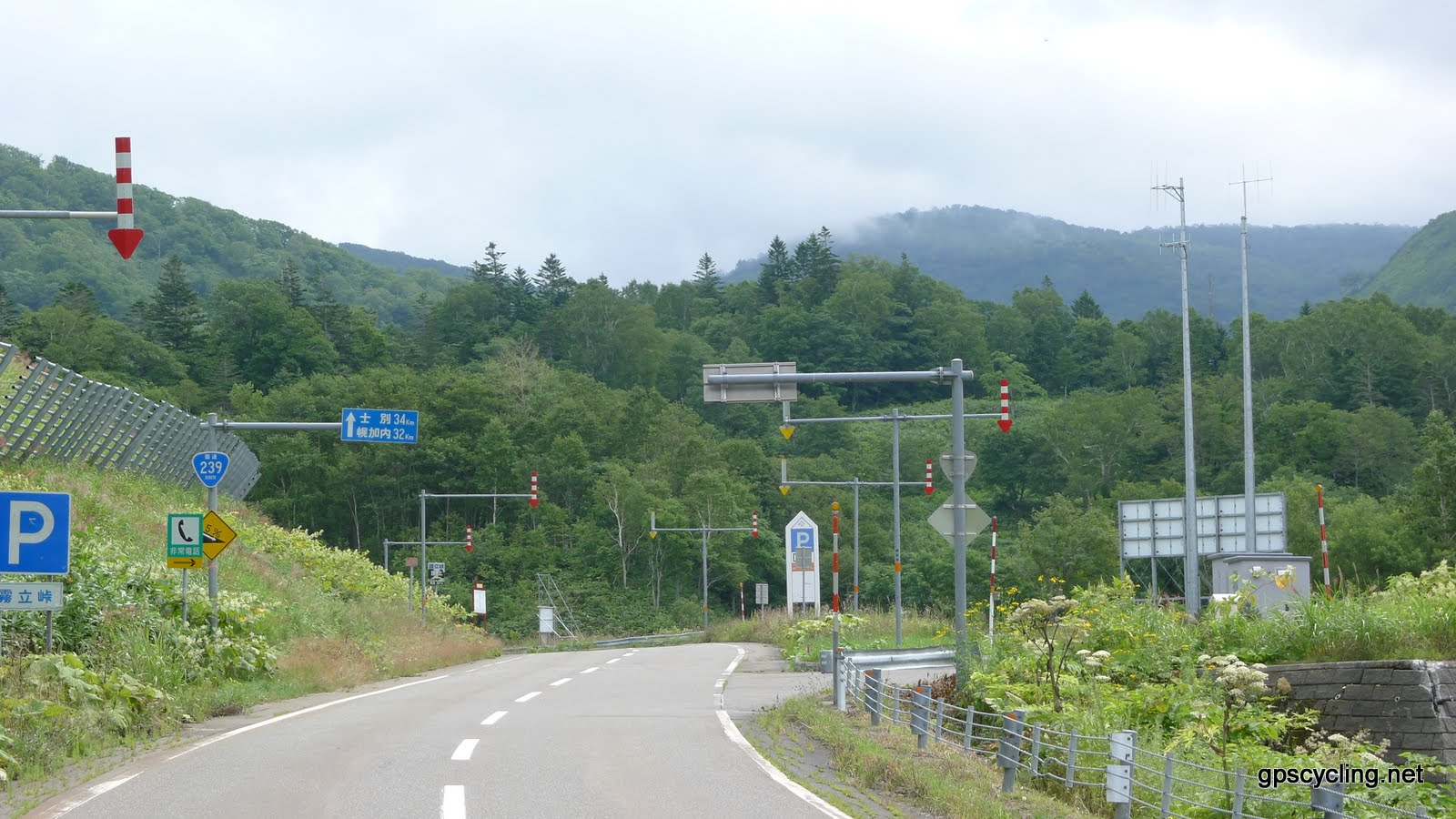
霧立峠

#### 国道
- 国道232号
- 国道239号（霧立峠）

#### 道道
- 北海道道437号羽幌原野古丹別停車場線
- 北海道道483号苫前港線
- 北海道道582号苫前停車場線
- 北海道道741号上遠別霧立線
- 北海道道742号霧立小平線
- 北海道道1049号苫前小平線
- 北海道道1062号力昼九重線
- 北海道道1063号小川古丹別線

### 道の駅
- 風Wとままえ（ふわっととままえ）

## 観光

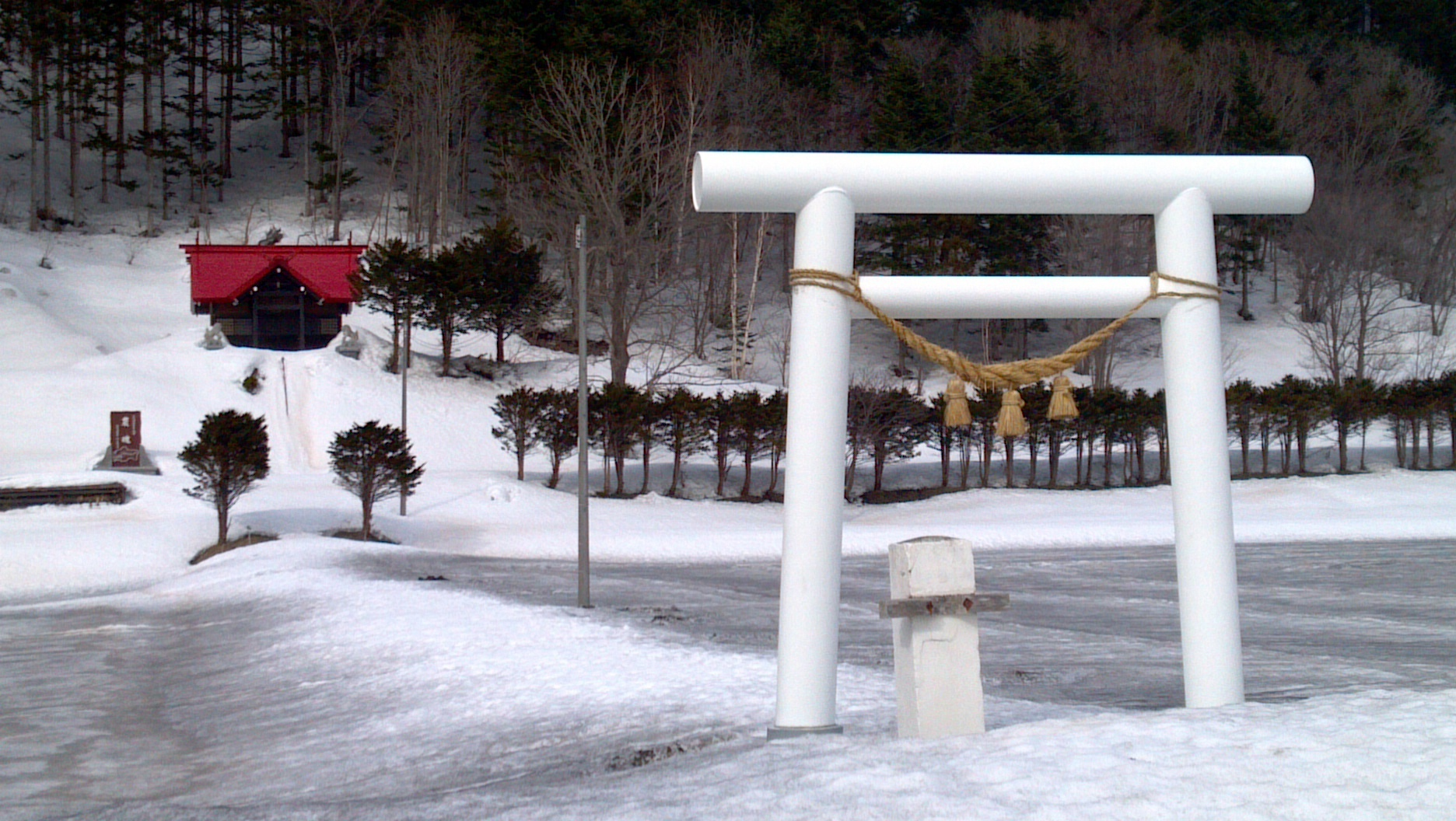
小川神社

### 文化財

#### 町の文化財
- 修羅（船材の運搬具） - 苫前町郷土資料館所蔵
- 須恵器（甕）- 苫前町郷土資料館所蔵
- 苫前町くま獅子舞 - 苫前町くま獅子保存会
- 苫前運上屋跡
- 陣屋の跡
- 寺子屋発祥の地
- 苫前戸長役場跡
- 苫前町水田発祥の地
- 岩見の一本松 - イチイの木

#### 道指定有形文化財
- 木造十一面観音立像[3] - 苫前町役場所蔵

### 名所・旧跡
主な神社
- 苫前神社
- 古丹別神社
- 小川神社（こがわじんじゃ、北緯44度16分04.6秒 東経141度45分05.2秒）

## 出身･関連著名人
- 土門健司（競馬騎手・調教師）
- 丹羽政彦（ラグビー 羽幌高校 明治大学 清水建設 元・明治大学ラグビー部監督）